# Гаубица
Гаубица (на немски: Haubitze; на чешки: houfnice, първоначално – оръжие за мятане на камъни) е артилерийско оръдие, което служи предимно за стрелба от закрита огнева позиция, при което между него и целта няма пряка видимост. Предназначено е за навесна стрелба (под ъгъл до 70°), която се постига чрез намаляване на началната скорост на снаряда, като се намали теглото на барутния метателен заряд, който не превишава 15% от теглото на снаряда. Тялото на гаубицата е по-късо от това на оръдието. Гаубичният артилерийски изстрел е комплектуван с променлив заряд, който дава възможност да се получават до 8 – 10 различни по тегло заряди. Това позволява да се изменя траекторията и далекобойността при постоянен ъгъл на възвишение.  Гаубиците служат главно за поразяване на наземни цели, а също така за разрушаване на отбранителни съоръжения и наблюдателни пунктове. Съществуват и гаубици, които съчетават свойствата и на оръдие, и на гаубица, като 152 мм оръдие-гаубица Д-20. Използват се от земната артилерия.
Първите гаубици се появяват в Европа през 15 век и с течение на времето навлизат масово във всички армии.
Съвременните гаубици са с калибър 105 – 203 мм, цевта е с дължина (40 – 50 калибъра), сравнително ниска начална скорост на снаряда (300–800 м/с.), скорострелност до 10-12 изстрела/мин. (според калибъра), далечина на стрелбата до 25-30 км (с активно-реактивен снаряд далечината може да достигне до 50 км).
Най-голямото оръдие в историята е московското „Цар Топ“, което е записано в Книгата на рекордите Гинес (дължина 5,34 м, диаметър в долната част на цевта 1200 мм, диаметър на изходната част на дулото 1340 мм, калибър 900 мм, тегло 39 312 кг). Оръдието не е стреляло никога. Реплика на това оръдие има в град Донецк, Украйна.